# Martin Ramm
P. Martin Ramm FSSP (* 1971 v Bendorfu) je německý římskokatolický kněz a teolog, plodný autor knih určených pro vzdělávání katolických laiků. Jeho nejznámější knihou je rozbor tridentské mše určený laikům Přistoupím k oltáři Božímu, který vyšel ve třech jazycích (německy, česky a maďarsky).

## Život
Kněžsky působí především ve Švýcarsku, od června 2015 je biskupským vikářem churské diecéze pro katolíky navštěvující tradiční liturgii.